# Manda (ville)
Pour les articles homonymes, voir Manda.

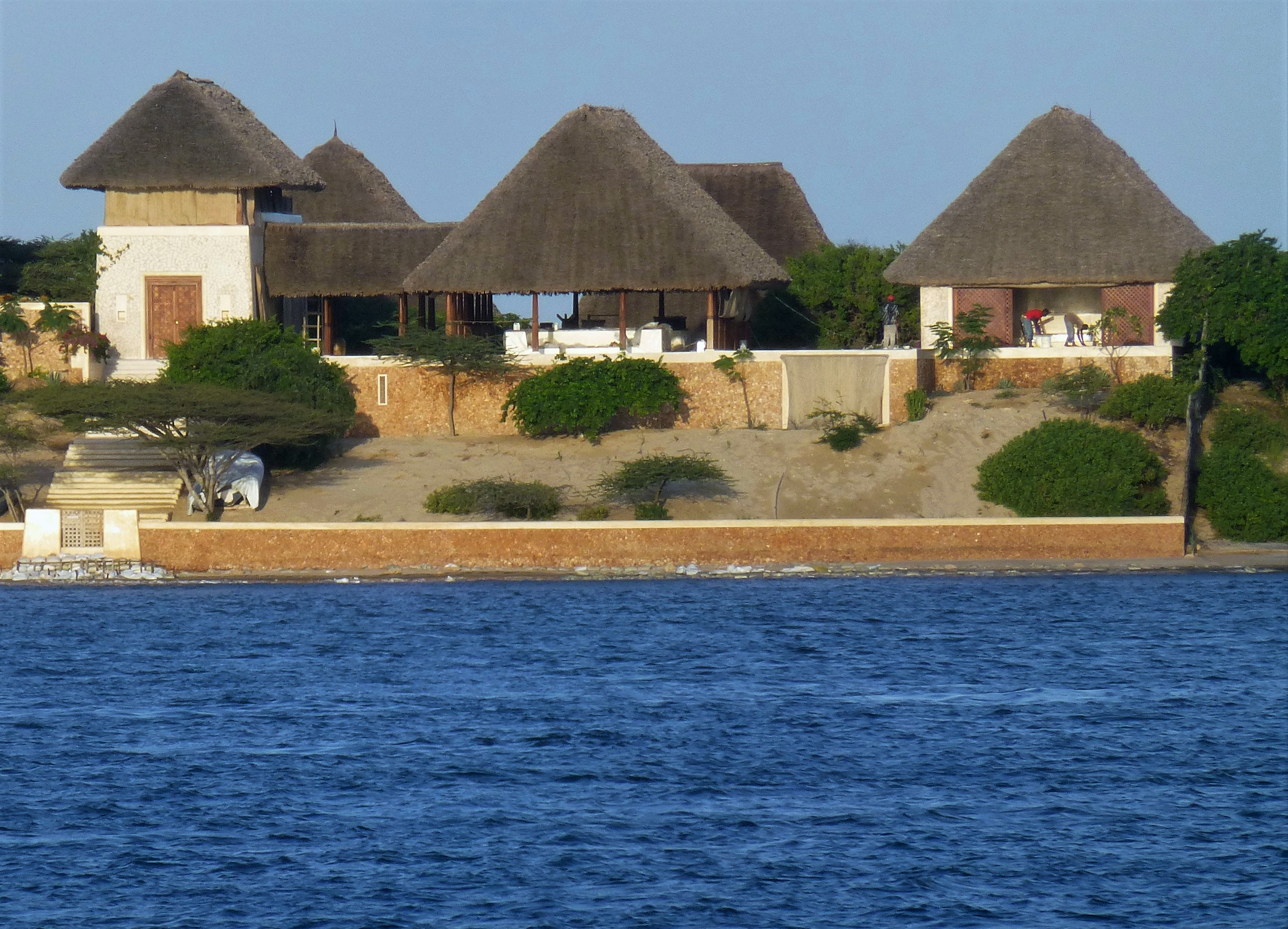
Vue du village

Manda était une ville située sur l’île de Manda de l'archipel de Lamu dans océan Indien.
Les ruines de la ville, située sur la côte nord-est de l‘île, ont été explorées pour la première fois par l’archéologue Neville Chittick en 1965.
La ville doit son origine aux IXe et Xe siècles au commerce avec le Golfe Persique.
La marchandise la plus importante devait être l’ivoire, de même que le bois de mangrove.
Durant la période la plus ancienne, les habitations ont été construites en briques cuites carrées et en pierres assemblées avec un mortier de chaux.
Ces techniques de construction qui n’ont été rencontrées que dans les îles du Kenya et pas dans l’intérieur du pays, ainsi que la taille inhabituelle des briques, en moyenne de 18 cm, unique en Afrique de l’Est à cette époque, ont fait penser qu’elles provenaient peut-être de la ville de Sohar en Oman et qu’elles étaient utilisées comme lest dans les bateaux arrivant au port.
À partir du milieu de IXe siècle et jusqu’au début du XIe siècle le corail taillé dans des récifs morts, connu sous le nom de rebut de corail, fut également utilisé comme matériau de construction.
Les vastes fouilles effectuées en 1966, 1970 et 1978, ont montré une prospérité continue sur toute la période, et ont révélé de la porcelaine chinoise du IXe siècle et des siècles suivants, des poteries islamiques, du verre et de la poterie locale.
La caractéristique la plus frappante de la ville est la présence de grandes digues construites entre les IXe et XIIIe siècles.
Courant parallèlement à la mer avec des renfoncements vers l’intérieur des terres, ces murs taillés dans de grands blocs de corail, ont sans doute été construits afin de bonifier certaines parties du rivage tout en permettant de consolider les rives de la péninsule.
Au sommet de sa gloire, la ville couvrait 160 000 m2 et sa population était estimée à 3 500 habitants.
Manda prospéra jusqu’au XIIIe siècle avant de décliner.